# Jeziory (województwo mazowieckie)
Jeziory – wieś sołecka w Polsce położona w województwie mazowieckim, w powiecie łosickim, w gminie Łosice.
Wierni Kościoła rzymskokatolickiego należą do parafii św. Zygmunta w Łosicach.
W latach 1975–1998 miejscowość administracyjnie należała do województwa bialskopodlaskiego.